# 1664 au théâtre
| Années du théâtre : 1661 - 1662 - 1663 - 1664 - 1665 - 1666 - 1667    |
| Décennies du théâtre : 1630 - 1640 - 1650 - 1660 - 1670 - 1680 - 1690 |

## Événements
- Le théâtre de Van Campen à Amsterdam, construit de 1637 à 1639 et devenu trop petit, est fermé ; sa rénovation commence le 24 mars[1],[2].
- L'acteur Guillaume Marcoureau, dit Brécourt, quitte la troupe de Molière pour rejoindre la troupe du théâtre de l'Hôtel de Bourgogne ; il est remplacé par André Hubert[3].
- 14 novembre : La Grange succède à Molière comme orateur de la troupe, chargé de haranguer le public pour l'inciter à venir voir les prochains spectacles, de faire le « compliment » et de faire imprimer les affiches.
- 25 novembre : l'actrice Geneviève Béjart épouse Léonard de Loménie, sieur de Villaubrun.

## Pièces de théâtre publiées

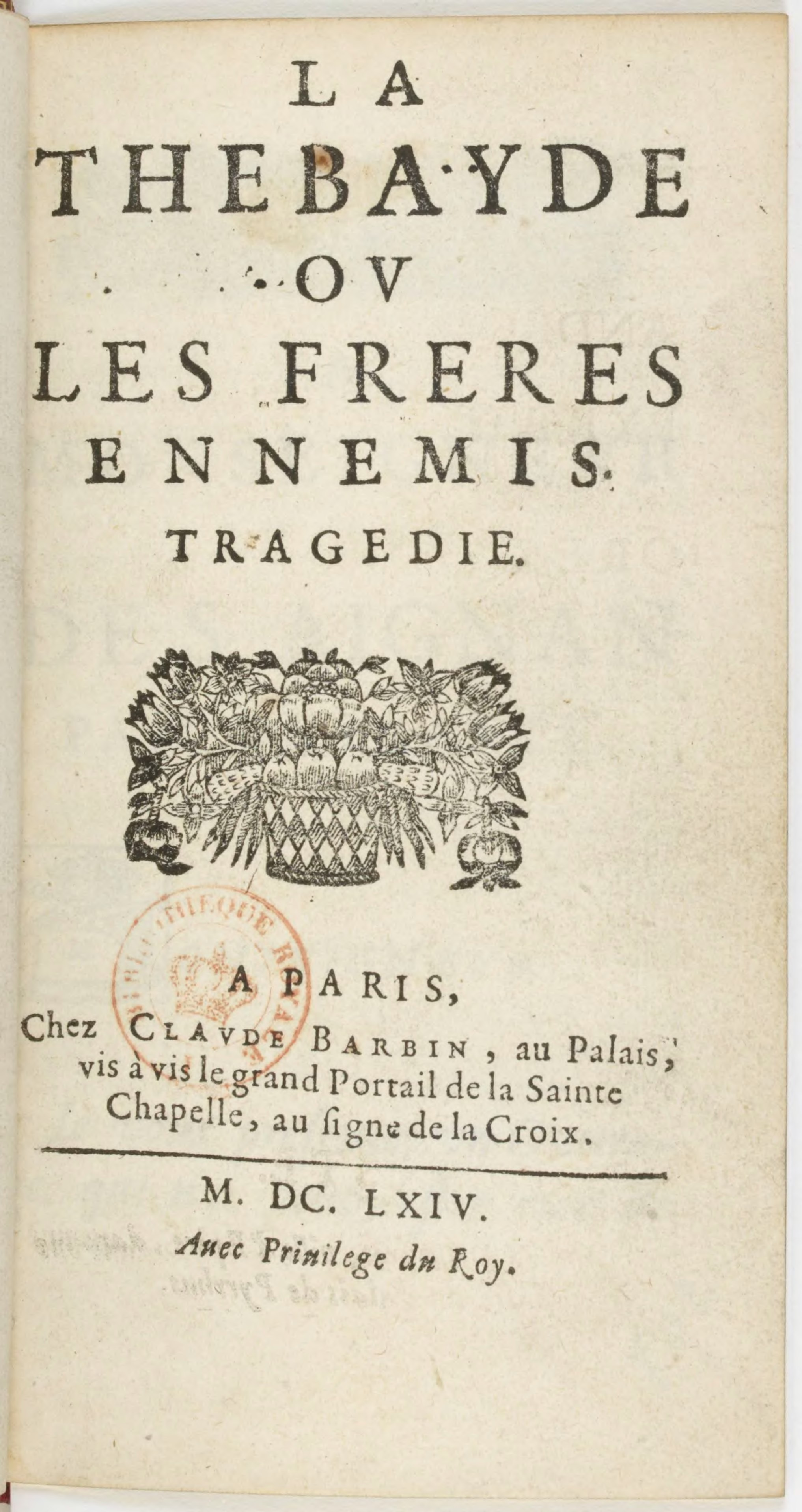
Page de titre de La Thébaïde de Racine.

- John Dryden, The Rival Ladies, a tragi-comedy [Les Femmes rivales], William Wilson pour Henry Herringman, Londres.

- Gabriel Gilbert, Les Amours d'Angélique et de Médor, tragi-comédie, Paris, Gabriel Quinet (Lire en ligne).

- Françoise Pascal, Le Vieillard amoureux, ou l'heureuse feinte, comédie en 1 acte, Lyon, Antoine Offray.

- Jean Racine, La Thébaïde ou les frères ennemis. Tragédie, Paris, Claude Barbin.

- John Wilson, The Cheats, a comedy [Les Escrocs], Londres, Thomas Ratcliffe et Edward Mottershed pour Gabriel Bedel, Thomas Collins et Charles Adams.

## Pièces de théâtre représentées
- 29 janvier : Le Mariage forcé, comédie de Molière, au palais du Louvre à Paris. Louis XIV y danse, costumé en égyptien.
- Janvier : La Reine des Indes, tragédie de John Dryden et Robert Howard sur une musique de Henry Purcell, Londres.
- 15 février : Le Mariage forcé, comédie de Molière, au  Théâtre du Palais-Royal, Paris par la troupe de Monsieur.
- 27 avril : Gros-René, petit enfant, comédie de Molière, au Théâtre du Palais-Royal, Paris.
- 5-13 mai : Les Plaisirs de l’île enchantée, divertissements signés Lully, Molière, Isaac de Benserade, Carlo Vigarani, joués au château de Versailles.
- 8 mai : La Princesse d'Élide, comédie de Molière, au château de Versailles
- 12 mai : Le Tartuffe ou l'Hypocrite, comédie de Molière, au château de Versailles, est représentée avec succès devant Louis XIV et une partie de la cour ; on n'en possède pas le texte. Sur les instances de l'archevêque de Paris, Hardouin de Péréfixe, le roi en interdit les représentations publiques ; la pièce est interdite jusqu'en 1669, sous l'influence du parti dévot[4].
- 20 juin : La Thébaïde, première tragédie de Jean Racine, par la troupe de Molière au théâtre du Palais-Royal, Paris ; la pièce n'obtient qu'un succès médiocre et Molière ne parvient à maintenir la pièce au programme qu'en joignant à sa représentation celle de farces à succès ; il parvient toutefois à la faire représenter au roi et à la cour à Fontainebleau en juillet[5].
- juillet : The Comical Revenge or Love in a Tub [La Vengeance comique, ou l’Amour dans un tonneau], comédie de George Etherege, théâtre de Lincoln's Inn Fields par la Duke's Company, Londres[6].
- 3 août : Othon, tragédie de Pierre Corneille, à Fontainebleau ; reprise le 5 novembre au théâtre de l'Hôtel de Bourgogne à Paris.
- 9 novembre : La Princesse d'Élide, au Théâtre du Palais-Royal, Paris.
- Les Femmes rivales (The Rival Ladies), tragi-comédie de John Dryden, par la King's Company au Théâtre de Drury Lane, Londres[7].

## Naissances
- 21 janvier (baptême) : Marie-Anne Barbier, dramaturge française, morte le 28 janvier 1742.
- Vers 1664 : Jean-Jacques Quesnot de La Chênée, directeur de théâtre et dramaturge français, actif au Danemark et dans les Pays-Bas espagnols, enterré le 8 novembre 1708.

## Décès
- 5 avril : Pierre Marcoureau, dit Beaulieu, acteur français, né vers 1600.
- 16 juillet : Andreas Gryphius, poète et auteur dramatique allemand, né le 11 octobre 1616.
- 28 octobre : René Berthelot, dit Du Parc, ainsi que Gros-René, acteur français, né le 24 janvier 1615.
- Date précise inconnue :
  - John Tatham, dramaturge anglais, actif depuis 1632.